# Private Emotion
Private Emotion is een nummer van de Puerto Ricaanse zanger Ricky Martin uit 2000, in duet met de Zweedse zangeres Meja.
De ballad flopte in de Amerikaanse Billboard Hot 100 met een 67e positie. In Europa en Oceanië werd het nummer echter wel een hit. In de Nederlandse Top 40 bereikte het een bescheiden 29e positie, en in de Vlaamse Ultratop 50 kwam het een plekje lager.